# Guayochería
La Guayochería fue un movimiento indígena de 1887 en los llanos de Moxos de Bolivia, en las tierras bajas del país, que concluyó en un conflicto étnico. El enfrentamiento se dio entre los denominados carayanas (blancos) de Trinidad, capital del departamento del Beni, y los habitantes indígenas, liderados por el itonama Andrés Guayacho, que acampaba en las afueras de dicha ciudad con casi 3.000 paisanos que lo habían seguido.

## Antecedentes
La insurgencia colonial en los llanos de Moxos estalló y se sublevaron en contra de las autoridades españolas, especialmente contra el despotismo del gobernador de Loreto, Pedro Viejo, el 10 de noviembre de 1810, encabezado por el cacique trinitario Pedro Ignacio Muiba, quien en abierta insurrección pretendió ahorcar al gobernador que escapó y se refugió en la iglesia. La lucha emprendida por Muiba en los Moxos, que fue parte de la Guerra de la Independencia de Bolivia,  fue acompañada por los caciques José Bopi, Gregorio Gonzales, hermano de Muiba, Maraza, Andrés Guayacho, Ojeari, José Santos Noko Vuaji, la mártir trinitaria Nicolasa de Cuvene, entre otros indígenas.
Andrés Guayacho, natural del pueblo de Magdalena, era considerado por los demás indígenas como divino, debido a que él se decía ser enviado de Dios. Guayacho recorrió los pueblos de los llanos de Moxos proponiendo en público una rebelión o lucha contra los "blancos" o carayanas, como eran llamados. Su pretensión era expulsar a los carayanas, que consideraba invasores del territorio de los indígenas moxeños, que había sido injustamente ocupado. El plan de Guayacho era que el día 19 de mayo de 1887, durante la Misa de la Ascensión del Señor, los indígenas convocados a la iglesia vistieran camisa larga de lino, llamada camijeta, para ocultar sus armas y luego decapitar a los carayanas que intentaran escapar. Posterior a esto, los indígenas procederían a incendiar la ciudad de Trinidad para luego trasladarse a San Lorenzo de Moxos. Sin embargo, el plan fue descubierto por un alumno indígena, que transmitió el plan a su maestra y ésta previno a las autoridades.
Si bien algunas fuentes describen estos hechos como una insurrección armada cuidadosamente planeada, otras los interpretan como una migración colectiva de indígenas en rechazo al trabajo forzado en las actividades gomeras y ganaderas, percibida por la población de Trinidad como un acto subversivo.

## Desarrollo
Con la advertencia a las autoridades, los carayanas acudieron a la misa planeada armados de escopetas y rifles, donde tomaron de prisioneros a los indígenas, que fueron conducidos al domicilio del pastor Oyola para requisarlos. Guayacho no se encontraba ese día en Trinidad, sino que habiéndose enterado de lo acontecido se ocultó en los bosques acompañado de un gran número de indígenas armados de flechas. En Trinidad se organizó un comité de salvación para reprimir a la rebelión, del cual el prefecto Daniel Suárez fue nombrado presidente. Para matar a Guayacho, una expedición de 25 jóvenes armados salieron de la ciudad a caballo hacia las rancherías indígenas, que en camino a San Lorenzo fue emboscado por indígenas armados, liderados por el caudillo José Santos Noko Vuaji. Noko había sido criado por una familia carayana y fue educado en la misma escuela que los hijos de sus patrones, por lo que constituyó en una sorpresa para los carayanas.
De los 25 expedicionarios murieron 21, siendo uno de los sobrevivientos Antenor Valverde, que retornó a Trinidad para informar a las autoridades de la emboscada a la expedición. Ante la noticia el prefecto Suárez solicitó ayuda a otros pueblos, por lo cual llegaron tropas de San Ignacio de Moxos y San Pedro a Trinidad y se organizó un escuadrón comandado por el teniente Nemesio Saavedra. El escuadrón, compuesto de 100 carayanas y 50 indígenas canichana, reclutados bajo amenaza, se marchó rumbo a San Lorenzo, donde los flecheros indígenas al avistar al escuadrón se fugaron, internándose en la región del Sécure, a sitios más profundos de la selva. Sin embargo, debido a que iban con cargamento y familias, fueron aprehendidos y reprimidos. Algunos murieron colgados, otros flagelados y el resto trasladado a la fuerza a Trinidad, capturados como prisioneros y condenados a la pena de muerte.
Andrés Guayocho fue apresado y sometido a cruel interrogatorio con torturas, azotes e inmediato fusilamiento.

## Consecuencias
Luego de la represión de 1887, Santos Noko Vuaji y Manuel Moy lograron consolidar la libertad y autonomía de un grupo de indígenas moxeños en San Lorenzo y San Francisco. En este pueblo surgió un nuevo motín por parte de los sobrevivientes y seguidores de Guayacho. El aislamiento de estos dos pueblos se mantuvo hasta 1926, año en que murió Noko Vuaji.
Algunos investigadores denominan la Guayochería también como la Búsqueda de la Loma Santa, así como mencionan que el movimiento se reproduce prácticamente en la actualidad.